# Mount Herbert
Mount Herbert är Oceaniens åttonde högsta berg med sina 4 267 meter.